# 피트니스

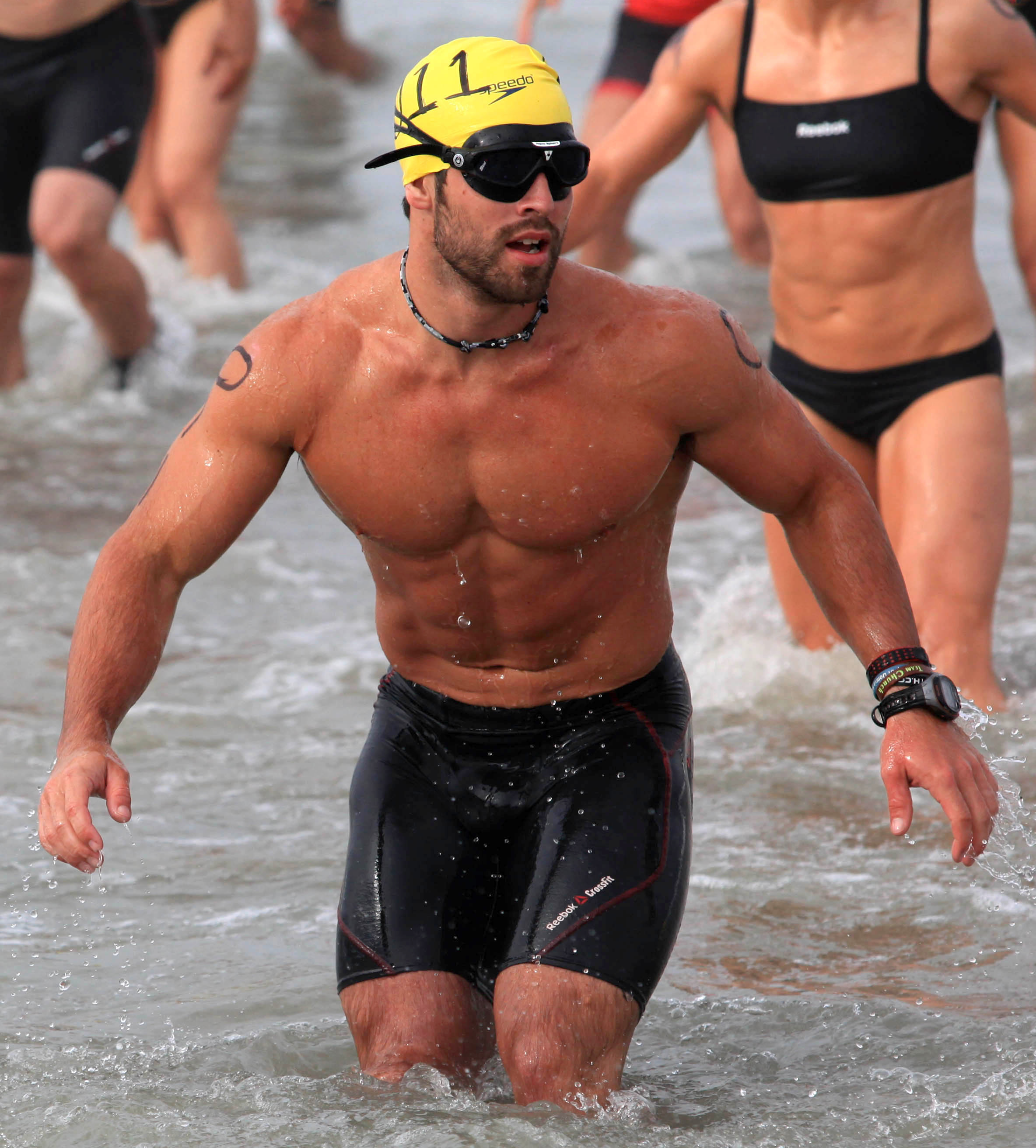
체력은 다른 요소들 중에서도 운동을 통해 달성된다. 사진은 "지구상에서 가장 적합한 남자" 타이틀을 네 번이나 수상한 리치 프론닝 주니어를 보여준다.

피지컬 피트니스(영어: physical fitness)는 건강의 유지, 증진을 목적으로 한 운동의 총칭이다.
흔히, 피트니스는 '헬스클럽'이라는 인식이 강하나, 피트니스는 문화이며, 대표적인 장소는 헬스클럽에서 이루어진다..

## 효과

### 혈압 조절
피트니스 운동은 혈압을 조절한다. 활기찬 상태를 유지하고 꾸준히 운동하면 심장이 강해진다. 심장은 [[수축기 혈압(systolic blood pressure)과 이완기 혈압(diastolic blood pressure)을 책임지는 주요 장기이다. 신체 활동 시에는 혈압이 오른다. 활동을 멈추면 혈압은 정상으로 돌아간다. 신체 활동이 많을 수록 이러한 과정은 더 쉬워지고, 심장 혈관이 더 건강해진다. 꾸준한 피트니스를 통해, 혈압을 쉽게 올릴 수 있게 된다. 이에 따라 동맥에 가해지는 힘이 줄고 전반적인 혈압도 낮아진다.

### 암 예방
질병 통제 및 예방 관련 센터들에서는 질병 발병률 저하를 위해 균형잡힌 식단 유지와 신체 활동 수행에 관한 가이드라인을 제공하고 있다. WCRF/미국암연구소(American Institute for Cancer Research, AICR)는 암 예방에 직접 관련된 운동과 식단의 일관적인 유지를 통하여 찾은 증거를 반영하는 권고안을 출간하였다.
WCRF/AICR 권고안은 다음과 같다.
- 저체중이 안 되는 한에서 가급적이면 날씬항 상태를 유지할 것
- 성인은 매주 150분 이상의 보통 강도의 신체 활동, 75분의 강한 강도의 신체 활동을 할 것
- 아동은 매주 1시간 이상 보통 혹은 강한 강도의 신체 활동을 할 것
- 매일 30분 이상 신체를 활발히 움직일 것
- 설탕을 피하고, 고열량 음식 섭취도 줄일 것
- 채소, 곡물, 과일, 콩류 등으로 식단을 균형있게 꾸릴 것
- 나트륨 섭취를 제한하고 붉은 살코기와 가공육 섭취도 줄일 것
- 1일 음주 횟수를 남자는 2회 여자는 1회로 제한할 것[3]

미국암협회(American Cancer Society) 역시 이 권고안을 추천한다. 가이드라인은 좋은 평가를 받아왔고 이를 잘 준수한 사람들은 발암률이 저하되었고 만성 질환들도 줄었다. 꾸준한 운동은 혈압 저하 멫 콜레스테롤 수치 향상에 도움을 주는데, 이 둘은 심장질환과 제2형 당뇨병(type 2 diabetes)에 연관되어 있다. 미국암협회는 하이킹, 수영, 서킷트레이닝, 저항운동(resistance training), 리프팅 등 신체 활동에서 기준을 충족시킴으로써 신체적으로 활발한 삶을 살 것을 권고하고 있다. 암은 페트니스 운동으로만 치료되는 질병은 아니지만 암은 다양항 요소들이 작용하는 질병인 만큼, 피트니스는 통제 가능한 예방책이 될 수 있다. 신체적 건강과 발암률 저하의 큰 연관성은 아무발병률 저하 전략을 제공할 수 있다.
미국암협회는 운동 권고 시간을 구분하여, 보통의 강도에서 높은 강도에 이르기까지 운동 강도를 달리 할 것을
주장하였다. 신체 활동의 구분은 일상에서의 운동과 기초 활동을 고려하고 있으며, 어느 정도 피트니스 수치가 미래 질병 예방책으로서 충분한지에 대한 이해를 대중에 제공한다.

### 염증
연구들은 신체 활동 증가와 염증 저하 간의 연관성을 보여왔다. 단기적 염증 반응과 장기적 항염증 효과 모두 발생한다. 신체 활동은 체중 변화와 연관되거나 혹은 그와는 독립적으로 염증을 줄여준다. 그러나 신체 활동과 염증과의 관계를 보여주는 기제는 밝혀지지 않았다.

### 면역체계
신체 활동은 면역체계(immune system)를 강화한다. 이는 성 호르몬, 대사 호르몬, 성장 호르몬, 체온, 혈류, 수산화 상태(hydration status), 신체 상태 등의 내생요소들의 집합상태와는 무관하다. 신체 활동은 자연 살해 세포(natural killer cell, NK cell), NK T세포(NK T cell), 대식세포(macrophage), 호중구(neutrophil), 호산구(eosinophil), 보채(complement), 사이토카인(cytokine), 항체(antibody), T세포독성 세포(T cytotoxic cell) 수치 증가를 보인다. 그러나 면역체계와 신체 활동 간 연관 기제는 완전히 밝혀지지 않았다.

### 체중 조절
피트니스 운동을 통한 회복 달성은 건강상의 여러 이점을 촉진시킨다. 운동을 꾸준히 하는 사람은 지방 분포를 조절하고 비만을 예방한다. 복부지방과 내장지방은 유산소운동을 하는 것을 통해 영향을 끼칠 수 있다. 근력 운동(strength training)은 체내 근육을 늘리는 것으로 알려져 있지만 체지방 감소도 가능하다. 성 스테로이드 호르몬, 인슐린, 면역 반응은 복부지방 관련 대사 조절 요소이다. 따라서 따라서 피트니스 운동은 신체 기능 조절을 통해 체중 조절을 제공해준다.

### 갱년기와 운동 신체적 건강
갱년기(menopause)는 여성의 마지막 배란 주기로부터 1년 이상 생리혈이 없는 경우를 말한다. 갱년기 질환은 다양하며, 대부분은 갱년기 여성의 삶의 질에 있어 영향을 줄 수 있다. 질환의 심각성을 감소시킬 수 있는 방법 중 하나는 운동하고 건강 상태 유지이다. 갱년기 직전 혹은 갱년기 동안, 여성의 신체는 변화하면서 신체적, 생리적, 내적 변화가 발생할 수 있다. 운동을 통해 이런 변화들을 감소시키거나 예방할 수 있다. 변화는 다음과 같다.
- 체중 증가 예방 : 갱년기 여성은 근육 저하와 체지방 증가를 보인다. 운동량 증가를 통해 변화들을 막는데 도움이 된다.
- 유방암 발병율 저하 : 운동을 통한 체중 감량은 유방암을 예방할 수 있다.
- 골격 강화 : 신체 활동은 갱년기 골격 약화를 늦추고 골절 및 골다공증(osteoporosis) 가능성을 줄인다.
- 질병 감소 : 과체중은 심장질환과 제2형 당뇨병 발병율을 높이며 꾸준힌 신체 활동은 이를 막을 수 있다.
- 기분 상승 : 꾸준한 활동은 정신 건강을 향상시키는데, 이는 비단 갱년기 여성에게만 효과가 있는 것이 아니라 전 연령대에도 기분 상승 효과가 있다.[15]

호주 멜버른여성중년건강프로젝트(Melbourne Women's Midlife Health Project)는 438명의 여성을 8년동안 추적, 신체 활동이 VMS와 연관은 없지만 매일 꾸준히 웅동하는 여성은 홍조가 없을 확률이 49% 더 많다고 입증되었다. 반면, 신체 활동이 저하된 여성들은 홍조를 더 많이 경험한다.

### 정신 건강
연구들은 신체 활동이 정신 건강을 향상시키고 행복(well-being)을 증진시킨다고 입증하였다. 이는 뇌로 가는 혈류량 증가 때문이며, 이로 인해 아드레날린(adrenaline) 등의 호르몬 분비는 증가하고 코르티솔(cortisol) 등의 스트레스 호르몬은 감소한다. 또한 신체 기분 향상 물질과 자연 진통제를 자극한다. 운동은 이러한 기분 좋은 호르몬들을 분비할 뿐 아니라, 것정을 줄여주며 자신감 상승에도 도움이 된다. 이러한 추세들은 신체활동이 꾸준히 유지되면서 향상된다. 이는 우울과 불안 증상을 완화하고 정신 건강에도 긍정적인 영향을 주며 다른 이점들을 가져오는데 있어 운동이 효과가 있다는 것을 보여준다. 예를 들면 다음과 같다.
- 신체 활동은 우울과 불안 증상 경감과 연관되어 있다.[17]
- 조현병(schizophrenia) 환자에게서, 신체 건강은 삶의 질을 높이고 병의 효과를 낮춘다.[22]
- 자존감을 높인다.
- 기민성을 높이고 피로감을 낮춘다.
- 스트레스 수치를 낮춘다.
- 대인관계 기회 증대, 사회기술 향상[21]

이를 위해, 질병통제예방센터(Centers for Disease Control and Prevention)는 일주일에 3-5회, 1회에 30-60분 운동을 권고한다.

## 같이 보기
- 피트니스 센터
- 피트니스 모델
- 인터벌 트레이닝
- 고강도 훈련(HIT)
- 스트릿 워크아웃
- 크로스핏
- 고강도 인터벌 트레이닝(en:High-intensity interval training, HIIT)
- 그린 엑서사이즈(영어판)